# کالای ممتاز

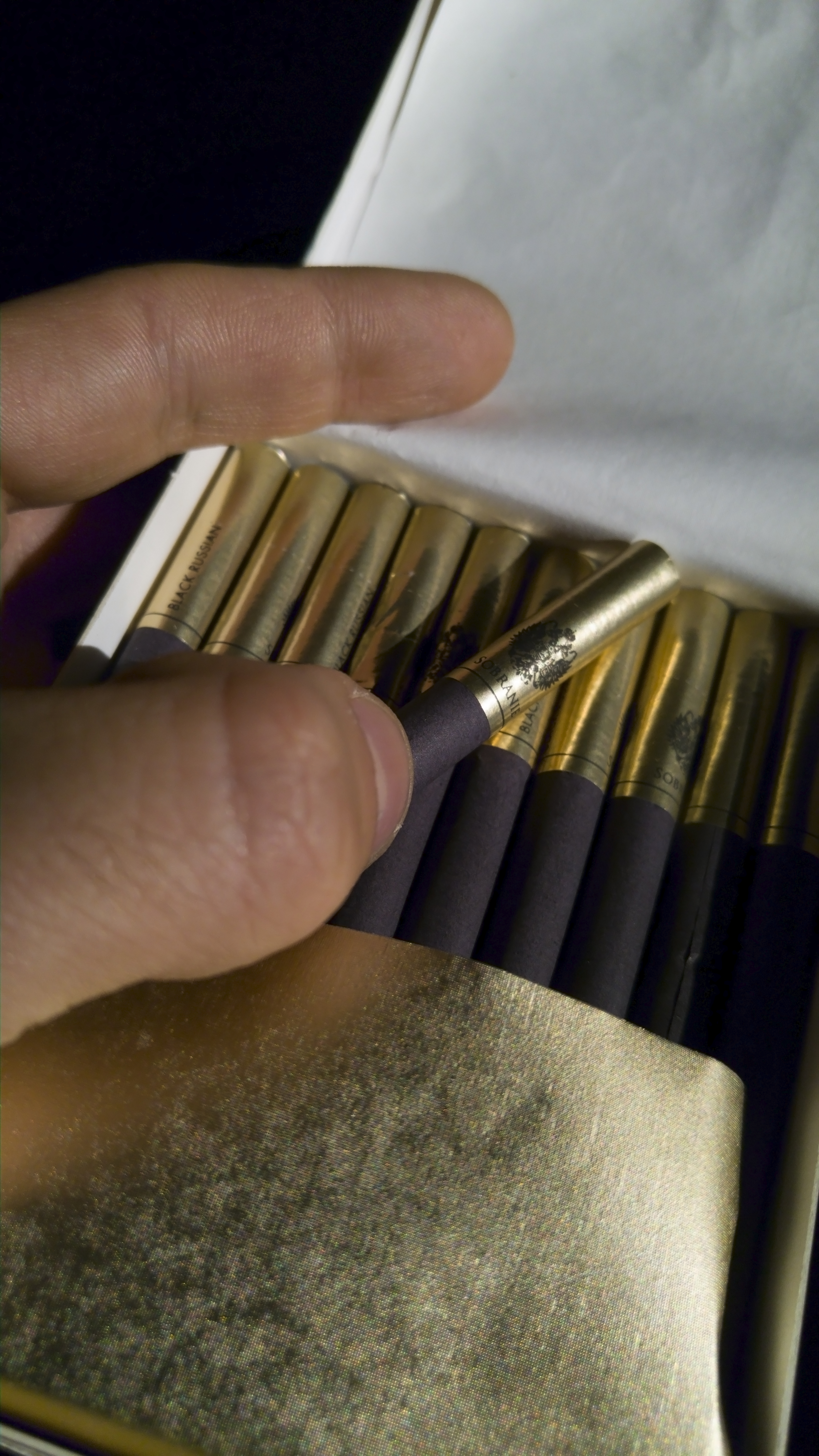
سوبرانی یک سیگار تجملی و لوکس است که سازنده آن کشور انگلیس است.

در علم اقتصاد کالای ممتاز یا کالای تجملی به کالایی گفته می‌شود که با افزایش درآمدها، تقاضا برای آن افزایش می‌یابد. تعریف دیگری که برای این کالاها ارائه‌شده این است که درصد افزایش تقاضا برای آن بیشتر از درصد افزایش درآمد بالا رود. به بیان دیگر کالای ممتاز یک کالای عادی است که کشش قیمتی تقاضا در آن بیشتر از ۱ باشد این یعنی سرعت واکنش و پیروی مقدار تقاضای کالا به قیمت بسیار بالا و سریع است. برای نمونه‌ای از این کالاها می‌توان به مراقبت‌های بهداشتی اشاره کرد که بسیاری از مطالعات نشان می‌دهد که یک کالای ممتاز است. در برخی منابع کالای ممتاز را در معنای کالای عادی و در برابر کالای پست به کار برده‌اند. تعریف دیگری که برای کالای ممتاز ارائه شده چنین است: «کالایی که با افزایش درآمدها میزان مصرف آن هرگز پایین نمی‌آید».رابطه میان تقاضا و درآمد از لحاظ جهت شیب مثبت است یعنی با افزایش درآمد خانوارها که مصرف‌کننده کالا و خدمات هستند تقاضای کالاهای تجملی نیز بیشتر می‌شود.